# 李綠園
李綠園（1707年—1790年），原名李海观，乳名妙海，字孔堂，号綠園、碧圃老人，祖籍河南新安，清代文学家。长篇古典小说《歧路燈》的作者。

## 生平
祖父李玉琳逃荒，流落宝丰。父親李甲是秀才，天性至孝。康熙四十六年（1707年）十二月初一出生于宝丰宋寨（今平顶山市湛河区曹镇乡宋家寨），被起乳名“妙海”。乾隆元年（1736年）考取恩科乡试举人。后曾参加三次会试，均没有得中，在此期间感受到世态炎凉。乾隆十三年（公元1748年），其父亲过世后，李綠園利用其守制在家闲居的时间创作了《歧路燈》前80回。
而后开始了他“以舟车海内，辍笔二十年”的宦游生活。乾隆三十七年（1772年）出任贵州思南府印江县知县，政绩良好。但李綠園在任时，贵州当地铅业亏空，间接导致其离任。乾隆三十八年（1773年）“以病告归”。
乾隆三十九年（1774年）李綠園返回家乡宝丰。乾隆四十年（1775年）其三子李蘧考中进士，而后李綠園续写《歧路燈》。乾隆四十二年（1777年）初返回祖籍新安，同年八月《歧路燈》后二十八回续完。
后在北冶镇马行沟以塾师为业。乾隆四十四年（1779年）再度返回宝丰。不久，李遽将其接至北京，乾隆五十五年（1790年）六月二十八日病逝北京。

## 著作
著有长篇小说《歧路燈》，家训《家訓諄言]》，以及《春秋文汇》，以及戏剧《东郭传奇》。其所作诗文被后人收录于《李綠園诗文辑佚》中。

## 故居
在曹镇乡宋家寨，有李綠園的书屋今有轩。